# 阿布考德

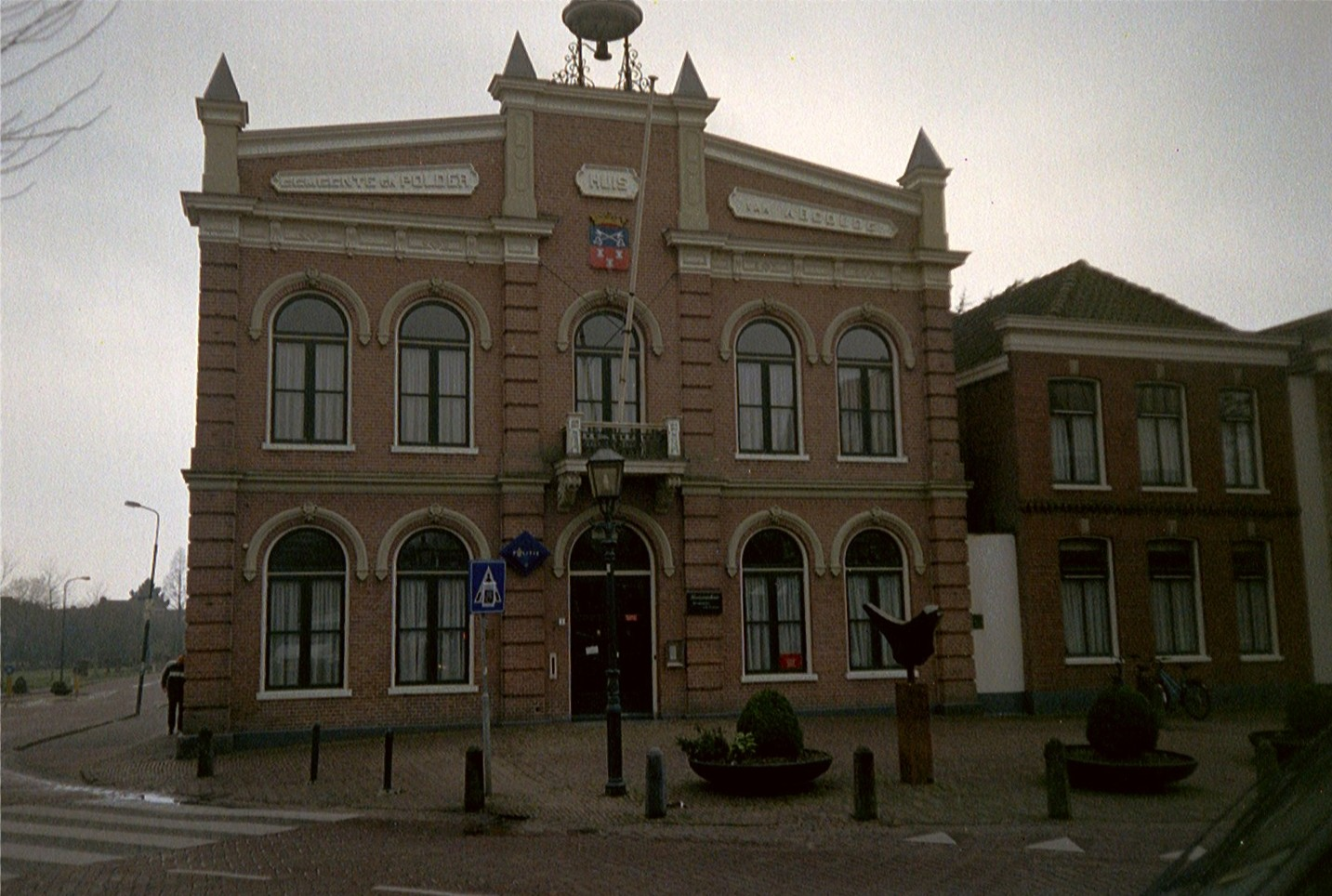
市政廳

阿布考德（荷蘭語：Abcoude）是荷兰乌得勒支省的一个旧市镇，面积32.11平方公里，人口8,657人（2007年）。2011年1月1日，阿布考德并入市镇德龙德费嫩。